# W. Kingsland Macy

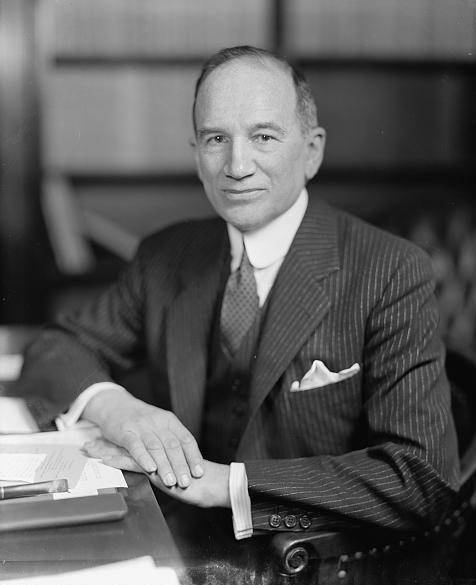
W. Kingsland Macy

William Kingsland "King" Macy (* 21. November 1889 in New York City; † 15. Juli 1961 in Islip, Suffolk County, New York) war ein US-amerikanischer Geschäftsmann, Bankier und Politiker (Republikanische Partei).

## Werdegang
William Kingsland Macy graduierte 1908 an der Groton School (Massachusetts) und 1912 an der Harvard University. Anschließend ging er zwischen 1912 und 1915 einer Tätigkeit im Großhandel und Import nach. Später war er zwischen 1917 und 1919 in der United States Food Administration und War Trade Board tätig. Danach bekleidete er zwischen 1919 und 1922 den Posten als Präsident der Union Pacific Tea Co. Er war zwischen 1922 und 1938 Mitglied eines Maklerunternehmens. Ferner war er als Bankier und Verleger tätig.
Macy verfolgte ebenfalls eine politische Laufbahn. Er war zwischen 1926 und 1951 Vorsitzender über das Suffolk County Republican Committee sowie zwischen 1930 und 1934 über das New York State Republican Committee. Macy nahm als Delegierter in den Jahren 1928, 1932, 1940, 1944 und 1948 an den Republican National Conventions teil und zwischen 1928 und 1946 an den Republican State Conventions. Während dieser Zeit war er 1929 aktiv an der Überprüfung des New York State Banking Departments beteiligt. Danach förderte er 1931 und 1932 die Seabury Inquiry von New York City. Später bekleidete er zwischen 1941 und 1953 die Stellung eines Regents in New York. Macy war 1946 Mitglied im Senat von New York. Im gleichen Jahr wurde er in den 80. US-Kongress gewählt und später in den nachfolgenden wiedergewählt. Macy war im US-Repräsentantenhaus vom 3. Januar 1947 bis zum 3. Januar 1951 tätig. Danach hatte er den Vorsitz über den Ausschuss der Suffolk Consolidated Press Co., Inc. und von der Suffolk Broadcasting Corp.
Macy verstarb 1961 in Islip (New York) und wurde dort auf dem Oakwood Cemetery beigesetzt.